# Antípatro
Antípatro (Grego: Αντίπατρος Antípatros; ca. 397 a.C. — 319 a.C.) foi um general macedônico e um apoiante dos reis Filipe II da Macedónia e Alexandre, o Grande. Em 320 a.C., tornou-se regente de todo o império de Alexandre.

## Família
A filha mais velha de Antípatro, Fila, foi casada com Crátero e, depois da morte deste, com Demétrio Poliórcetes, com quem teve dois filhos, Antígono II Gónatas e Estratonice.

## Reinado de Alexandre
Plutarco menciona várias cartas que Alexandre enviou a Antípatro. Quando Alexandre se voltou contra seus aliados - executando Filotas e seu pai Parménio - os amigos de Alexandre passaram a temer pela própria vida. Antípatro, então, entrou em aliança com a Liga Etólia, que também temia Alexandre, que havia prometido vingar a destruição da cidade dos Oenidae pela Liga Etólia. Alexandre tinha receio de Antípatro e seus dois filhos, Cassandro e Iolas; Iolas era seu copeiro.
Segundo versões que passaram a circular cinco anos depois da morte de Alexandre, este teria sido envenenado por Iolas, filho de Antípatro. Outros afirmaram que Aristóteles havia aconselhado Antípatro a envenenar Alexandre. A fonte desta história seria Hagnóteme, que a ouvira do rei Antígono Monoftalmo. A maioria dos historiadores antigos, porém, dizem que a história do envenenamento de Alexandre é falsa, pois enquanto seus generais discutiam entre si, o corpo de Alexandre permaneceu puro e fresco, sem mostrar a influência destrutiva do veneno.

## Regência de Pérdicas
Após a morte de Alexandre na Babilónia, o novo regente, Perdicas, deixou Antípatro com o controle da Grécia. Antípatro combateu revoltas em Atenas, Etólia, e Tessália.
Em Atenas foi apoiado pelo orador Dêmades. Impôs a oligarquia em Atenas e exigiu a rendição de Demóstenes, que cometeu suicídio para não se entregar.
Antípatro derrotou Ágis III, rei de Esparta, na Batalha de Megalópolis.
Quando Perdicas se auto-declarou governante de todo império, Antípatro juntou-se a Ptolemeu I Sóter I, sátrapa do Egito. Mas Perdicas foi assassinado por seus próprios generais, quando Antípatro ainda estava na Síria.

## Regência de Antípatro
No Tratado de Triparadisus, Antípatro tornou-se supremo regente do império de Alexandre.
Ao retornar para a Macedónia, foi acometido de uma doença e morreu, deixando a regência para Poliperconte, preterindo seu próprio filho Cassandro da Macedónia, uma decisão que deu lugar a mais revoltas e ressentimentos dentro do Império.